# 勒克勒佐TGV站
勒克勒佐TGV站，全名为勒克勒佐-蒙沙南-蒙梭莱米讷站（法語：Gare du Creusot-Montchanin-Montceaux-les-Mines），是法国的一个高速铁路车站，位于法国索恩-卢瓦尔省埃屈斯市镇范围内，因靠近勒克勒佐而得名。

## 位置
勒克勒佐TGV站位于勒克勒佐市区东南方向大约6公里，索恩-卢瓦尔省（71省）的埃屈斯（Écuisses）境内。车站呈南北走向，开口朝西。站前有配套的大型露天停车场和长途汽车站台。
勒克勒佐TGV站可通过欧洲大道（Avenue de l'Europe）连接相邻的蒙沙南（Montchanin），并可与法国国道N70线和N80线连接。
距离勒克勒佐TGV站最近的普速车站是蒙沙南站（Gare de Montchanin），相距大约1.5公里，步行大约20分钟即可到达，也可乘坐公交TGV专线前往。该站可乘坐TER列车，前往第戎、博讷、讷韦尔和索恩河畔沙隆等地。

## 车站历史
勒克勒佐TGV站是法国最早的高速铁路车站之一，与法国高速铁路东南线及相邻的马孔-洛谢TGV站一道于1981年投入使用。其服务对象主要为勒克勒佐城市公共社区
2000年以前，SNCF同时经营由勒克勒佐TGV站前往附近城市的大巴车线路，但因客流量稀少，大部分线路都被取消了，仅保留了勒克勒佐TGV站—罗阿讷线路并运营至今。
2010年，索恩-卢瓦尔省政府下属的索恩-卢瓦尔省城际客运公司决定重新开辟前往欧坦、索恩河畔沙隆等地的大巴车。受此影响，勒克勒佐TGV站第二年（2011年）的客流量比上一年增长超过了20%。

## 停靠线路
以下列车线路在勒克勒佐TGV站停靠：
| 勒克勒佐TGV站列车线路表 |      |            |                  |              |
| 线路                    | 车种 | 上一站     | 下一站           | 大致运行频率 |
| 巴黎—里昂               | TGV  | 巴黎       | 马孔TGV/里昂帕丢 | 每天8趟左右  |
| 布鲁塞尔/里尔—里昂      | TGV  | 马恩拉瓦莱 | 里昂帕丢         | 每天1趟      |
| 1.                      |      |            |                  |              |

## 配套交通

### 长途客车
| 停靠勒克勒佐TGV站的大巴车 |                                        | |
| 上下车地点                | 运营单位                               | 主要线路及目的地 |
| 车站门口                  | 勃艮第-弗朗什-孔泰 大区城际客运 MobiGo | LR702 昂德奈的圣洛朗 · 圣雷米 · 索恩河畔沙隆 LR706 托尔西 · 勒克勒佐 · 马尔马涅 · 昂蒂利 · 欧坦 LR707 勒克勒佐 · 托尔西 · 蒙沙南 · 圣雷米 · 索恩河畔沙隆 LR708 蒙梭矿 |
| 车站门口                  | 罗讷-阿尔卑斯城际客运 Car Rhône-Alpes  | 13 蒙沙南 · 马尔希尼 · 罗阿讷（火车站） · 勒科托 |
| 车站门口                  | SNCF Car TER                           | （当铁路线施工或罢工时，SNCF可能会提供途径该线路沿途站点的大巴车） |
| 1. 2. 3. 4.               |                                        | |

### 城市公共交通
| 勒克勒佐TGV站附近的市内公共交通线路 |                   |                                     |
| 公交车站名称                        | 位置              | 停靠线路                            |
| Gare SNCF 火车站                    | 勒克勒佐TGV站门口 | TGV 勒克勒佐-神学院 ↔ 蒙梭矿-火车站 |
| 1.                                  |                   |                                     |

## 临近车站
| 勒克勒佐TGV站（Gare du Creusot-TGV）                                      |                    |                         |
| 上行车站                                                                  | 线路               | 下行车站                |
| 马恩拉瓦莱-谢西站 ←289.1km（互联东线）↖ 巴黎-里昂火车站 ←299.6km（正线）↙ | 法国高速铁路东南线 | 马孔-洛谢TGV站 → 60.1km |
| - 注：本表仅显示运营中的线路及车站                                        |                    |                         |